# Autobianchi Y10
Autobianchi Y10 — легковой автомобиль, выпускавшийся Fiat с 1985 по 1996 годы и продававшийся под марками Autobianchi в Италии и Lancia Y10 в других странах.

## История
Впервые Y10 представлена на Женевском автосалоне в марте 1985 года.
Автомобиль выпускался на заводе в Дезио до его закрытия в 1992 году, затем в Арезе, неподалёку от заводов Alfa Romeo. Y10 базировалась на укороченном на 10 см днище Fiat Panda, но с более мягкой подвеской. Для своего сегмента рынка машина имела хорошую отделку и, несмотря на небольшую длину, коэффициент сопротивления составлял 0,31.
Y10 могла оснащаться как двигателем FIRE объёмом 1,0 л, так и SOHC бразильского производства объёмом 1049 см³, который также устанавливался на Autobianchi A112 Abarth и Fiat 127 и комплектовался турбокомпрессором IHI - такиек машины получили индекс Y10 Turbo. Существовали также модификации Y10 Fire, Y10 Fire LX, Y10 Touring и Y10 4WD.
В 1990 году произведены незначительные косметические изменения — обновление интерьера, увеличение багажного отсека. Кроме того, был отменён двигатель с турбонаддувом в пользу 1301 см³ мотора (76 л.с., 56 кВт). Эта модификация получила индекс GTie. Модификация с двигателем FIRE объёмом 1108 см³ имела обозначение Y10 LXie. Этот двигатель также использовался в 1990—1993 годах на вариации Y10 Selectronic с бесступенчатой трансмиссией (CVT), разработанной Fuji.
На протяжении производства Y10 под марками Autobianchi / Lancia, предлагались ряд специальных серий автомобилей, отличившихся внешней и внутренней отделкой, такие как Fila, Missoni, Appia, Trussardi, Mia, Avenue, Igloo и Martini (базировавшаяся на Y10 Turbo).
Y10 получила титул «Европейский автомобиль года», опередив Ford Scorpio.
Автомобиль пользовался популярностью среди женщин-водителей благодаря своему дизайну, роскошному интерьеру и бесступенчатой трансмиссии, которой оборудовались некоторые комплектации. Аэродинамика также позволяла экономить топливо.
В Великобритании автомобиль пользовался умеренной популярностью до 1994 года.
Производство прекращено в 1996 году, когда Y10 была заменена на Lancia Ypsilon.

## Галерея

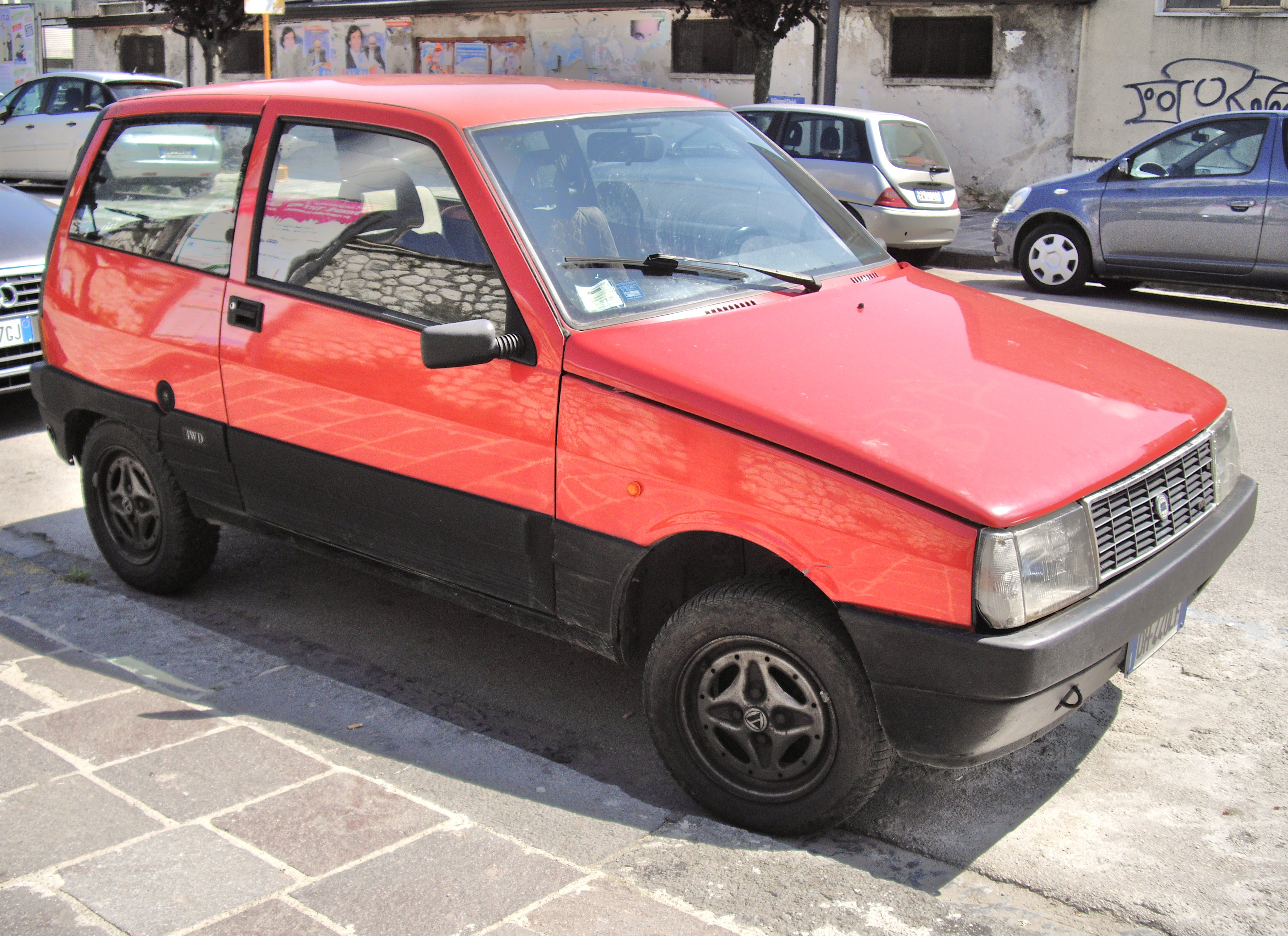
Y10 4WD
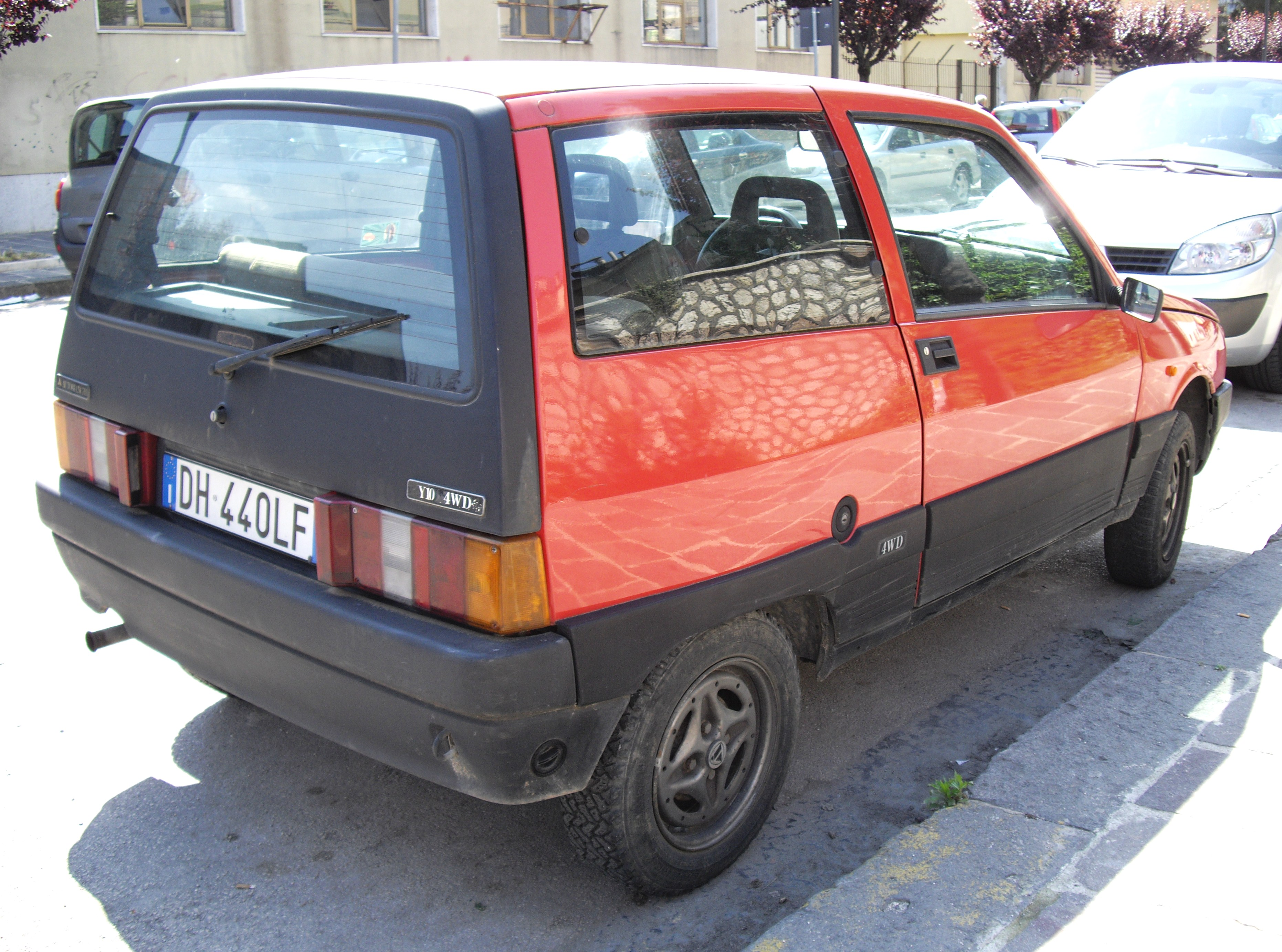
Y10 4WD
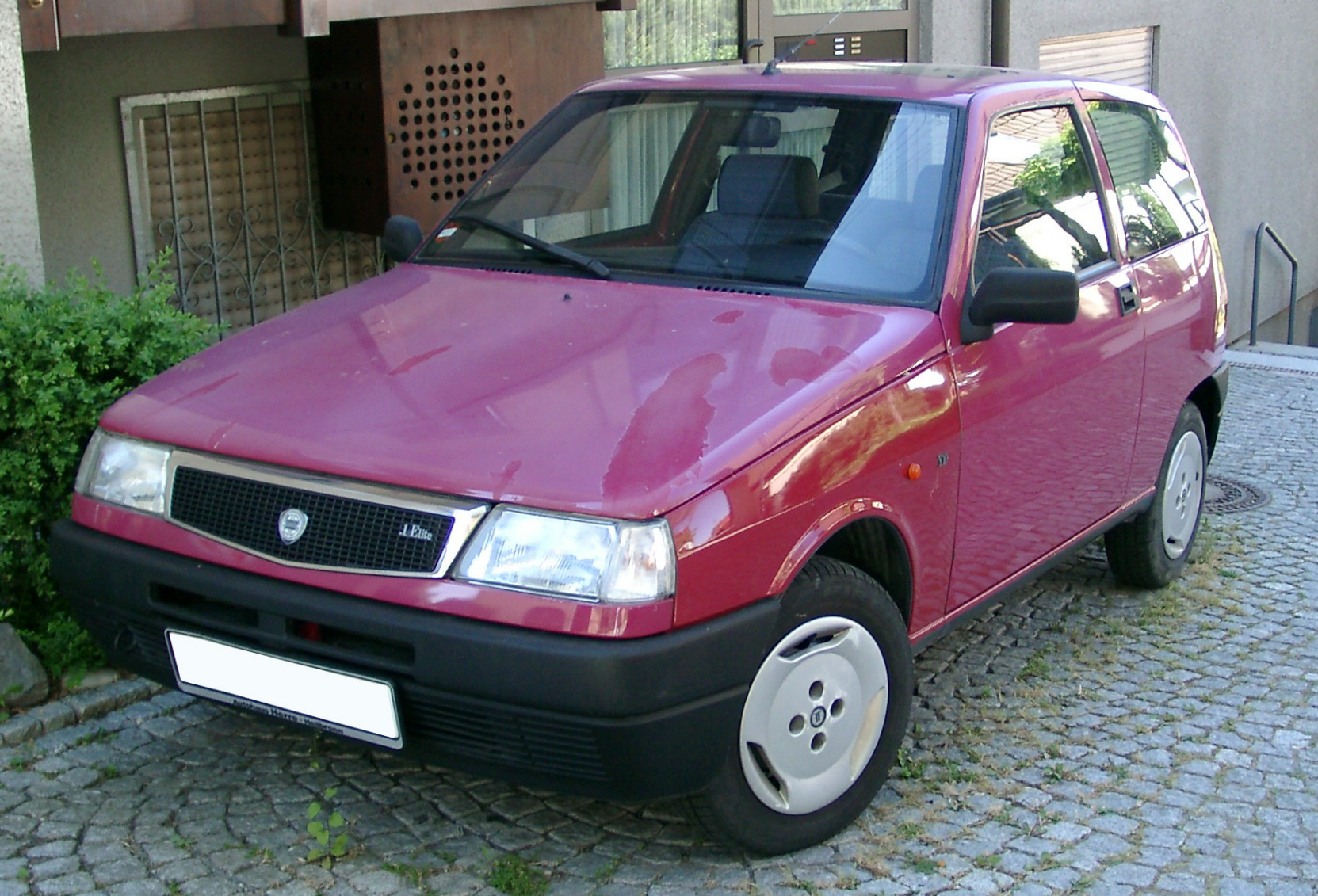
Y10 (фейслифт)
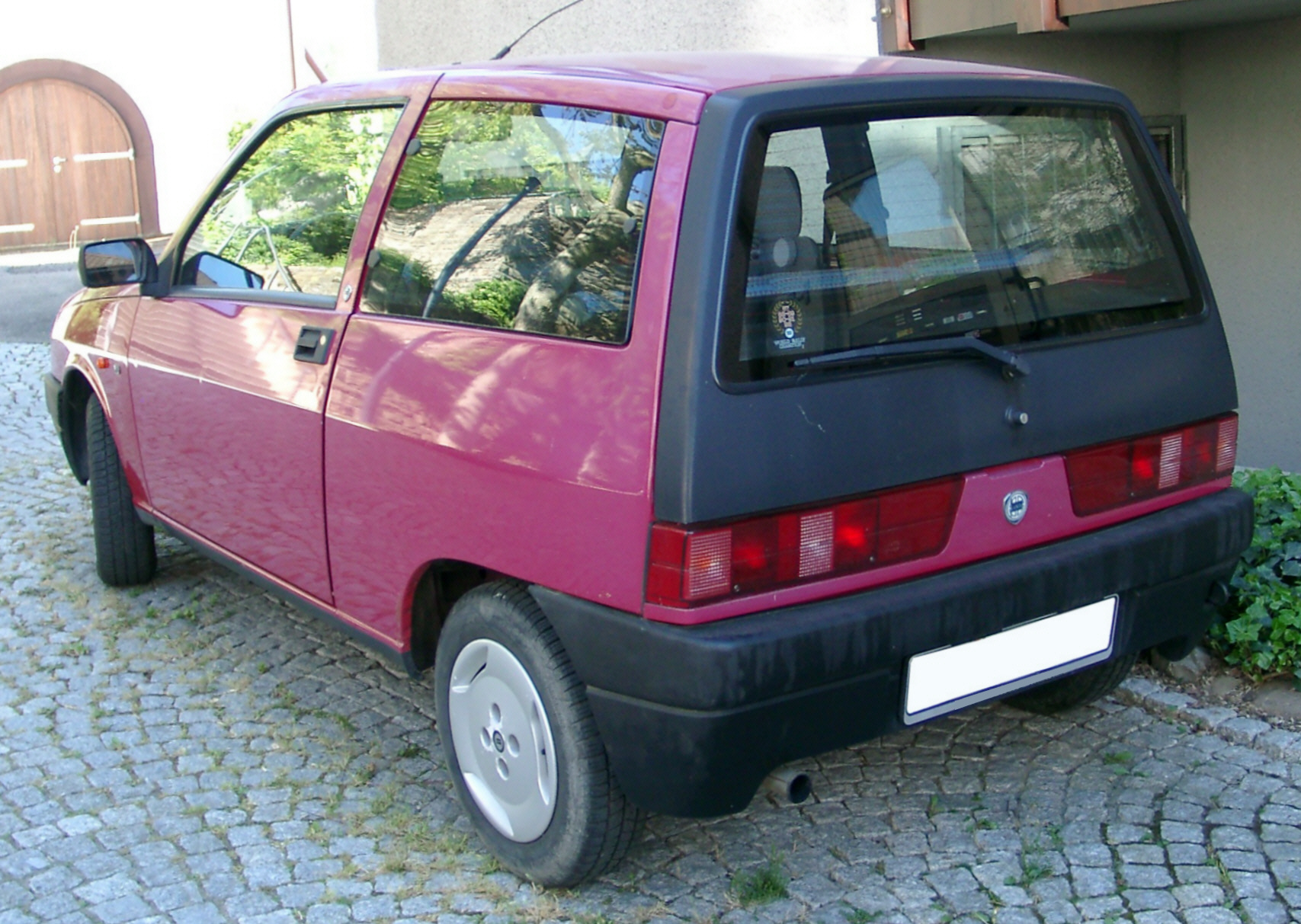
Y10 (фейслифт)